# Moravecia calospora
Moravecia calospora är en svampart som först beskrevs av Lucien Quélet, och fick sitt nu gällande namn av Benkert, Caillet & Moyne 1987. Moravecia calospora ingår i släktet Moravecia och familjen Pyronemataceae.   Inga underarter finns listade i Catalogue of Life.